# Ван Дунфэн
Ван Дунфэн (кит. 王东峰; род. в феврале 1958, Сиань, Шэньси) — китайский политик. Ответственный секретарь Всекитайского комитета Народного политического консультативного совета Китая 14-го созыва (с 10 марта 2023 года).
Член ЦК КПК 19 созыва (2017—2022), глава парткома КПК пров. Хэбэй с 2017 по 2022 гг. (также являлся председателем её Постоянного комитета СНП). В 2016—2017 гг. и. о. и мэр Тяньцзиня, в 2013—2017 гг. замглавы Тяньцзиньского горкома КПК. Член ЦКПД 18 созыва (2012—2017). Член КПК с 1980 года.
В 2004—2013 гг. замдиректора State Administration for Industry and Commerce. В 2003—2004 гг. глава Тунчуаньского горкома КПК. В 2001—2003 гг. замглавы Вэйнаньского горкома КПК и мэр города.
По национальности ханец. Трудовую деятельность начал в 1981 году.
С сентября 2016 г. и. о. мэра Тяньцзиня. Назначен после того, как его предшественник на этом посту Хуан Синго (с 2007 г.), одновременно и. о. главы Тяньцзиньского горкома КПК (с 2014), попал под расследование по обвинениям в «серьезных дисциплинарных нарушениях». С ноября 2016 г. мэр Тяньцзиня (по 2017 г.).
Согласно одному из ИИ-исследований, Ван Дунфэн являлся одним из наиболее вероятных кандидатов на попадание в Политбюро ЦК КПК 20-го созыва, то есть избрания после XX съезда КПК в октябре 2022 года.
24 июня 2022 года назначен заместителем председателя Комитета по финансам и экономике Всекитайского собрания народных представителей 13-го созывам.
10 марта 2023 года на 3-м пленарном заседании 1-й сессии Всекитайского комитета Народного политического консультативного совета Китая (ВК НПКСК) избран ответственным секретарём ВК НПКСК 14-го созыва.